# Scene at the Signing of the Constitution of the United States
Scene at the Signing of the Constitution of the United States, på svenska ungefär Ögonblicksbild vid undertecknandet av USA:s konstitution, är en oljemålning på duk av konstnären Howard Chandler Christy. Tavlan är en sentida skildring av undertecknandet av USA:s konstitution i Independence Hall i Philadelphia den 17 september 1787. Den är tillsammans med målningen Washington Crossing the Delaware, av Emanuel Leutze, det mest kända konstverket som skildrar USA:s tidiga dagar. Christy målade tavlan i april 1940, och den var så stor att han gjorde det i ett segeltillverkningsloft. Målningen är placerad längs östra trappan i representanthuset i Kapitolium.

## Beskrivning
39 av de 55 delegater som då satt i den amerikanska kongressen är avbildade på målningen; de som exkluderats är de tre delegater som inte skrev på konstitutionen samt de 13 delegater som enligt historien redan lämnat konventionen. På podiet i målningens högra del står George Washington, konventionens ordförande och senare den nya nationens första president, och blickar ut över delegaterna. Konstitutionen ligger på skrivbordet framför honom och delegaten Richard Spaight från North Carolina är i färd med att signera den. Salens fönster är öppna och en aura av ljus omger Washingtons överkropp. Bakom honom visas amerikanska flaggor samt en trumma. Personerna bakom honom är James Wilson från Pennsylvania och Richard Bassett från Delaware som talar med varandra. Bakom dem längst till höger finns ytterligare en delegat från Delaware, George Read och nedanför dem ännu en delegat från Pennsylvania, Robert Morris. Strax till höger om Washington står Daniel från St. Thomas samt Jenifer från Maryland. William Jackson, konstitutionens sekreterare är ovanligt prominent framhävd i målningen, stående i mitten klädd i rött. Han verkar samla röster och utlyser deras gemensamma vilja att signera konstitutionen. Vid hans vänstra armbåge observerar James Madison förhandlingarna. I mitten sitter den 81-årige Benjamin Franklin och Alexander Hamilton lutar sig fram mot honom. Delegationen från South Carolina är avbildade sittande i det vänstra hörnet av målningen.

## Uppdragsgivare
Representanten Sol Bloom, generaldirektör för USA:s konstitutions 150-års-kommission, var först med att föreslå att en målning skulle beställas till år 1937 som en del av händelsens 150-årsjubileum. Howard Chandler Christy, som var en av de mest populära illustratörerna och porträttmålarna, hade skapat en avbildning av signeringen till kommissionen för reproduktion. Hans första mindre målning inkluderade ett kvinnligt biträde som skulle representera "Vi, folket" (We the people), som är konstitutionens inledande ord, samt en mängd andra symboliska figurer. Dessa togs bort i den slutgiltiga versionen av målningen. Under tre år arbetade Bloom tillsammans med Christy för att finna tidiga porträtt på personer som deltagit vid signeringen samt att fylla i historiska detaljer. Han blev varse om att det inte fanns någon annan målning i Kapitolium som avbildade undertecknandet av USA:s konstitution samt att det existerade få andra målningar som inkluderade samtliga signerande delegater.
Ett förslag att inleda projektet presenterades till Vita Huset först 1937 och skulle ge Christy 35 000 dollar i arvode. Det fanns stöd kongressen för att hedra ett av de största ögonblicken i amerikansk historia, men många hade starka reservationer kring att spendera så stora pengar på konst i tider av allvarlig ekonomisk kris. Förslaget bifölls inte, och ett annat förslag 1938 gick inte heller igenom.
Till slut, år 1939, godkändes ett förslag, resolution P.R.1, 76th Congress, att sammansätta en kommission bestående av vicepresidenten, representanthusets talare samt Architect of the Capitol (en myndighet ansvarig för underhåll, drift, utveckling samt bevarande av the U.S Capitol Complex) för att anlita en konstnär att måla en 6,5 x 10 meter stor tavla som skulle skildra undertecknandet av USA:s konstitution till en kostnad av 30 000 dollar. Kontraktet med Christy signerades den 24 juli 1939. Den 29 oktober 1940 godkände kongressen ett inköp på 1 500 dollar för en ram till tavlan vilket accepterades av the Joint Committee on the Library den 26 december 1940.

## Efterforskning och arbete
Christy letade efter porträtt på deltagarna, en del målade av de mest framstående konstnärerna från sent 1700- och tidigt 1800-tal, som exempelvis Charles Willson Peale och Gilbert Stuart och han lyckades lokalisera 37 av 39 delegaters porträtt samt sekreterarens, William Jackson. Christy tog sig vissa friheter när han komponerade ihop scenen: John Dickinson, som inte var närvarande men vars signatur gjordes av ombud, är med på tavlan medan tre män som närvarade på mötet, men inte signerade, är utelämnade. Han målade suddiga bilder på två av ansiktena som han inte kunde finna porträtt av (Thomas FitzSimons och Jacob Broom). Han efterforskade också kring autentiska kostymer inklusive ett par av George Washingtons koloniala kortbyxor (med knappblixtlås som fästs nedanför knäet, vanligtvis burna med knästrumpor) som han lånat från Smithsonian Institution och han målade även möbler och artefakter som användes av delegaterna. Böckerna jämte Franklins stol var en del i samlingen från Thomas Jeffersons bibliotek: Christy lånade dem från ”Rare Book Room” i ”Library of Congress” samt inkluderade dem i scenen för att tillkännage Jeffersons betydelse av konstitutionens framtagande. Han skapade en skiss i Independence Hall i september, vid samma tidpunkt på dagen då dokumenten hade signerats för att studera hur solljuset mot kristallkronan som spreds i rummet. Konstnären berättade att flaggorna han återgav är de USA:s flagga, med tretton stjärnor i ring, en flagga från ett infanteriregemente i Maryland samt regimentala flaggor från Massachusetts och New Hampshire. Den färdiga målningen mäter 6x9 meter och målades i ett segeltillverkningsloft på Washington Navy Yard, där Christy vid olika tillfällen använde inkallade militärer som modeller. Efter fem års forskning och sju månaders målande ställdes den färdiga duken ut för visning i maj 1940 under 16 månader i ”the Rotunda of the Capitol”. Tavlans ram är förgylld med bladguld och skapades i nio sektioner. Ramen skapades av  Azeglio Pancani från New York, inklusive den mittmonterade örnen och statsvapnet. Efter mycket debatt om var tavlan skulle hängas flyttades en annan målning och Christys tavla i sin ram placerades på sin plats på östra sidan av Kapitoleums stora trappa.

## Vandalism och restaurering
År 1967 vandaliserades tavlan när någon skar längs tavlans nedre kant. Duken behövdes tas bort från sträckningsfästena i ramen för att transporteras för reparation år 1968. De ifyllningar som då gjordes syntes samt med tiden så doldes de starka originalfärgerna av såväl damm och smuts som gulnat lösningsmedel. År 2006 rengjordes målningen och konserverades på sin plats av konservatorer som arbetade från en fyra våningar hög byggnadsställning från mitten av oktober fram till december. Rengöringsarbetet av områden som hade sett dystert bruna ut återfick sin glans, detaljrikedom och skarpa färger. Den vandaliserade ytan gavs extra omsorg och är idag knappt synlig. Slutligen applicerades ett genomskinligt skyddande lager av lack. Ramen, vilken hade belagts med ett lager av bronspulverfärg år 1968, togs isär i sektioner och konserverades på annan ort. Den rengjordes och reparerades, förgylldes med 22-karats bladguld, vilket gav den samma utseende som ursprungsramen.